# Eleccions legislatives croates de 2015
Les eleccions legislatives croates de 2015 es van celebrar el 8 de novembre de 2015 per renovar els 151 diputats del Sabor, el parlament unicameral de la República de Croàcia. Les eleccions van resultar amb un empat a 59 escons entre la coalició de centre-esquerra liderada pel primer ministre Zoran Milanović i la coalició opositora de centre-dreta. Totes dues coalicions van quedar lluny dels 76 escons que marquen la majoria absoluta.
Finalment el primer ministre electe va ser Tihomir Orešković, un empresari croata-canadenc independent, amb el suport de la coalició de centre-dreta, Milan Bandić 365 i Most.

## Antecedents
Les eleccions de 2011 es van ser guanyades amb majoria absoluta per la coalició de centre-esquerra Kukuriku, liderada pel Partit Socialdemòcrata (SDP) i recolzada pel Partit Popular Croat – Demòcrates Liberals (HNS), l'Assemblea Democràtica Istriana (IDS) i el Partit Croat dels Pensionistes (HSU). Zoran Milanović (de l'SPD) va ser escollit primer ministre. L'oposició va ser liderada per la Unió Democràtica Croata (HDZ), el principal partit de centre-dreta.
El Sabor es va dissoldre el 28 de setembre de 2015, pràcticament 4 anys després d'haver-se iniciat la legislatura. Seguidament, la presidenta de Croàcia, Kolinda Grabar-Kitarović, va programar la celebració de les eleccions per 60 dies després.

## Sistema electoral
El país està subdividit en 10 circumscripcions, numerades amb nombres romans, basades en criteris geogràfics i arranjades perquè cadascuna contingui aproximadament 400.000 electors. Els límits no corresponen amb els dels comtats. En cada circumscripció s'hi escullen 14 diputats amb un sistema de representació proporcional amb llistes desbloquejades. La repartició dels escons s'efectua amb el sistema d'Hondt a nivell de circumscripció, amb una barrera electoral del 5%. Addicionalment hi ha dues circumscripcions no geogràfiques:
- Pel districte XI s'escullen 3 membres que representen la diàspora residint a l'estranger, tot i que generalment residents a Bòsnia i Herzegovina.
- Al districte XII s'escullen 8 membres que representen les minories. 3 d'aquests escons estan reservats a la minoria sèrbia.

### Modificacions al sistema electoral
El febrer de 2015, el Partit Socialdemòcrata va proposar modificar la llei electoral per introduir-hi alguns canvis, com la introducció d'un sistema preferencial de candidats (llistes desbloquejades) que permet reordenar les llistes sempre i que un candidat obtingués un 10% dels vots de la llista. També es van introduir quotes de gènere a les llistes, restriccions de sufragi passiu per a criminals, la col·lecció de 1.500 avals a cada circumscripció per poder-se presentar a les eleccions i regles sobre la cobertura de les eleccions en mitjans de comunicació.
Els partits de l'oposició no van participar en la votació d'aquesta proposta. El 25 de setembre de 2015, el Tribunal Constitucional va considerar que algunes d'aquestes mesures (com la recollida d'avals, les quotes de gènere o la restricció del sufragi passiu per a criminals) eren inconstitucionals.

## Resultats
|                      | |           |       |        |     |
| Partit               | Partit | Vots      | %     | Escons | +/- |
|                      | Coalició Patriòtica (HDZ - HSS - HSP AS - BUZ - HSLS - Hrast - HDS - ZDS)                                                     | 771.070   | 34,04 | 59     | +10 |
|                      | Croàcia està creixent (SDP - HNS - HSU - Laboristes Croats - Partit Laborista - A-HSS - ZS)                                   | 744.507   | 32,87 | 56     | –18 |
|                      | Pont de les Llistes Independents (Most)                                                                                       | 302.453   | 13,35 | 19     | Nou |
|                      | Escut Humà (ŽZ) | 94.877    | 4,19  | 1      | Nou |
|                      | Coalició Liberal i Solidària (BM 365 - DPS - DSŽ - HES - HRS - Zeleni - ID-DI - MS - NSH - Novi val - SU - UDU - Zeleni - ZS) | 74.301    | 3,28  | 2      | Nou |
|                      | Assemblea Democràtica Istriana (IDS - PGS - RI)                                                                               | 42.193    | 1,86  | 3      | ±0  |
|                      | Desenvolupament Sostenible de Croàcia (ORaH)                                                                                  | 38.830    | 1,71  | 0      | Nou |
|                      | Croàcia Exitorsa (Reformistes, Endavant Croàcia!, Pensionistes, ZF, DDS)                                                      | 34.573    | 1,53  | 1      | +1  |
|                      | Assemblea Democràtica Croata d'Eslavònia i Baranja (HDSSB)                                                                    | 30.443    | 1,34  | 2      | –4  |
|                      | Minories i altres partits | 131.789   | 5,82  | 8      | +1  |
| Vots nuls i en blanc | Vots nuls i en blanc | 39.367    | –     | –      | –   |
| Total                | Total | 2.304.403 | 100   | 151    | ±0  |
| Cens / participació  | Cens / participació | 3.788.788 | 60,82 | –      | –   |

## Consequències
Les eleccions van resultar amb un empat entre la Coalició Patriòtica de centre-dreta i la coalició Croàcia està creixent, de centre-esquerra. Ambdues coalicions van quedar empatades a 59 escons (si s'hi inclouen 3 diputats de les minories favorables a la coalició de centre-esquerra), lluny dels 76 escons de la majoria absoluta.
En tercera posició va quedar el Pont de Llistes Independents (Most), que va ser un partit clau per les formacions de govern. De bon principi, van assegurar que no donarien suport a cap dels dos candidats de les grans coalicions. Algunes veus dins del partit demanaven la formació d'un govern d'unitat nacional entre el SDP, HDZ i Most. Finalment, quan semblava que hi hauria un pacte de govern entre la coalició de centre-esquerra i Most, aquests últims van donar suport a un govern liderat per la Unió Democràtica (HDZ), amb el suport complementari de Milan Bandić 365. El primer ministre electe va ser Tihomir Orešković, un empresari croata-canadenc independent.